# Vădastra
Vădastra – wieś w Rumunii, w okręgu Aluta, w gminie Vădastra. W 2011 roku liczyła 1449 mieszkańców.